# Spantaxolyckan på Arlanda
Spantaxolyckan var en olycka som inträffade den 5 januari 1970 med ett flygplan av typ Convair 990 Coronado från spanska flygbolaget Spantax som havererade strax efter start från Arlanda flygplats. Planet hade inga passagerare men tio besättningsmedlemmar, tre ordinarie och sju medföljande. Fem personer omkom.

## Händelsen
Flygplanet skulle tidigare samma kväll flyga till Mallorca med svenska resenärer, men vid starten havererade en av motorerna, starten avbröts och passagerarna fick lämna planet. Senare på kvällen fattade man beslut om att planet skulle flygas på tre motorer till Zürich för motorbyte. Med ombord fanns de tio besättningsmedlemmarna. Det var kraftig vind och -28 grader på flygplatsen.
Klockan 22:24 började flygplanet rulla på bana 19 (nuvarande bana 19R). Under starten girade planets nos till höger. Detta korrigerades genom att dra ned 1:ans motoreffekt från 85% till 80–60%. Flygplanet lyfte vid 134 knop med 27 graders klaff. Under stigning bankade flygplanet 4–6 grader åt höger och hastigheten sjönk plötsligt till 10 knop under V2 (145 knop). Planet slog i trädtopparna, bankade 10–15 grader och havererade 1 800 meter från Arlandas startbana.
Vid tiden för olyckan var katastrofberedskapen på Arlanda minimal. En ambulans fanns stationerad på Löwenströmska lasarettet i Upplands Väsby 10 km söderut, men hade inte radio installerad. Personal skickades bland annat ut i vita rockar och träskor på fötterna för att hjälpa de överlevande. Räddningstjänsten kritiserades, eftersom det kom att dröja fyra timmar innan flygplanet hittades, vilket gjorde att flera av de fem överlevande fick köldskador i den starka kylan. Piloten satt fastklämd och kunde svårt nedkyld räddas först efter över åtta timmar nästföljande morgon. Fem personer omkom, två svenska, en finsk och två spanska medborgare, där det senare kunde klarläggas att de omkom omedelbart i kraschen. Spantaxolyckan var en av de händelser som fick sjukvården att utveckla både den katastrofmedicinska beredskapen och utrustningen.
Arlandas omgivningar vid tidpunkten för haveriet såg annorlunda ut jämfört med idag. Området var betydligt mer skogbeklätt och motorvägen E4:an mot Uppsala existerade inte. Orsaken till haveriet sades vara oväntat tidig förlust av yttre visuella referenser efter start och förlust av styrförmåga under övergång från visuell till instrumentflygning. Även vindskjuvning ansågs vara en möjlig orsak till haveriet.